# Can Murillas
Can Murillas o Can Marti Xicoi una obra neoclàssica d'Arenys de Munt (Maresme) protegida com a Bé Cultural d'Interès Local.

## Descripció
Casa entre mitgeres d'estil neoclàssic, de planta única. Té dos ulls de bou que donen a un cel ras. La façana - de color vermellós- no original de la seva època, presenta tres obertures: al centre hi ha la porta, acabada en arc de mig punt i dues finestres a cada costat, també de mig punt. Per sobre hi ha una petita cornisa que les separa dels tres ulls de bou que hi ha a sobre. La façana és rematada per unes balustrades d'obra, a les que els manca 4 copes decoratives. Al centre d'aquesta cornisa hi ha un frontó escultòric sota de l'any de construcció, 1855 i les lletres MX de Martí Xicoi, primer propietari i qui va encarregar la seva construcció. Al frontal hi ha representat el corn de l'abundància i diferents productes d'intercanvi amb ultramar.

## Història
La casa va restaurar-se als anys 80 a la part interior i posterior.